# Giuseppe Bertello

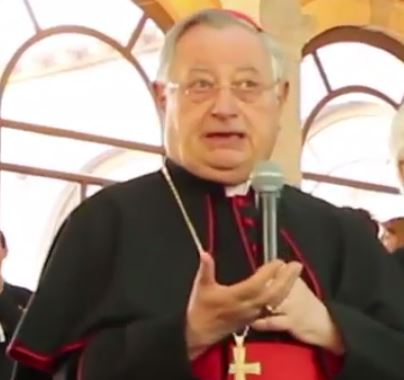
Giuseppe Kardinal Bertello (2016)

Kardinalswappen von Giuseppe Bertello

Giuseppe Kardinal Bertello (* 1. Oktober 1942 in Foglizzo, Provinz Turin, Italien) ist ein italienischer katholischer Theologe und Priester. Er ist emeritierter Kurienkardinal der römisch-katholischen Kirche sowie emeritierter Präsident des vatikanischen Governatorats und damit ehemaliger Regierungschef der Vatikanstadt.

## Leben
Bertello empfing nach seiner philosophischen und theologischen Ausbildung am 29. Juni 1966 von Bischof Albino Mensa die Priesterweihe. Er absolvierte ein Lizentiatsstudium in Pastoraltheologie und wurde in Kirchenrecht promoviert. Parallel dazu besuchte er Vorlesungen an der Päpstlichen Akademie für Kirchenrecht und schloss das Studium mit einem Lizentiat in kirchlicher Diplomatie ab. Danach trat er 1971 in den diplomatischen Dienst des Heiligen Stuhls ein und absolvierte eine Ausbildung an der Päpstlichen Diplomatenakademie. Er war in den päpstlichen Vertretungen im Sudan, in der Türkei, in Venezuela und in der Ständigen Vertretung des Heiligen Stuhls bei den Vereinten Nationen in Genf tätig.
Am 17. Oktober 1987 ernannte ihn Papst Johannes Paul II. zum Titularerzbischof von Urbs Salvia und entsandte ihn als Apostolischen Nuntius nach Westafrika (Togo, Ghana und Benin). Die Bischofsweihe spendete ihm am 28. November 1987 der damalige Kardinalstaatssekretär Agostino Casaroli; Mitkonsekratoren waren Albino Mensa, Erzbischof von Vercelli, und Luigi Bettazzi, Bischof von Ivrea. Sein bischöflicher Wahlspruch lautet: Narrabo nomen tuum – „Von deinem Namen will ich erzählen“. Von 1991 bis 1995 vertrat er den Heiligen Stuhl im vom Bürgerkrieg erschütterten Ruanda. Nach einer kurzen Tätigkeit im Staatssekretariat des Heiligen Stuhls wurde er Ständiger Beobachter bei den UNO-Behörden in Genf und bei der Welthandelsorganisation. Von 2000 bis 2007 vertrat er den Heiligen Stuhl in Mexiko. Im Jahr 2007 entsandte ihn Benedikt XVI. als Nuntius nach Italien und San Marino.
Am 3. September 2011 berief Papst Benedikt XVI. Bertello als Nachfolger von Kardinal Giovanni Lajolo zum Präsidenten der Päpstlichen Kommission für den Staat Vatikanstadt und des Governatorats der Vatikanstadt. Er trat beide Positionen am 1. Oktober 2011 an.
Im Konsistorium vom 18. Februar 2012 nahm ihn Benedikt XVI. als Kardinaldiakon mit der Titeldiakonie Santi Vito, Modesto e Crescenzia in das Kardinalskollegium auf. Nach dem Rücktritt Benedikts XVI. nahm Kardinal Bertello am Konklave 2013 teil.
Mit der Aufgabe, den Papst bei der Leitung der Weltkirche zu unterstützen und Änderungen der die Verwaltung der Kurie regelnden Apostolischen Konstitution Pastor Bonus vorzubereiten, hat Papst Franziskus ihn im April 2013 zum Mitglied des Kardinalsrates, einer Gruppe von acht Kardinälen, die den Papst im Hinblick auf die Reform der Kurie beraten sollen, bestimmt.
Giuseppe Bertello ist Mitglied des Ritterordens vom Heiligen Grab zu Jerusalem.
Mit Wirkung zum 1. Oktober 2021 ernannte Papst Franziskus seinen Nachfolger als Präsident der Päpstlichen Kommission für den Staat Vatikanstadt und als Präsident des Governorats der Vatikanstadt und entpflichtete Bertello damit zu diesem Datum von beiden Ämtern. Am 4. März 2022 wurde er von Papst Franziskus unter Beibehaltung seiner Titeldiakonie als Titelkirche pro hac vice zum Kardinalpriester ernannt.

## Mitgliedschaften
Kardinal Bertello ist Mitglied folgender Dikasterien der Römischen Kurie:
- Kongregation für die Selig- und Heiligsprechungsprozesse (seit 2016)[9]
- Kongregation für die Evangelisierung der Völker (seit 2012)[10]
- Kongregation für die Bischöfe (seit 2012[10], bestätigt 2013[11])
- Päpstlicher Rat für Gerechtigkeit und Frieden (seit 2012)[10]

sowie
- Mitglied der Kardinalskommission der Güterverwaltung des Apostolischen Stuhls